# Amt Rosenberg (Baden)
Das Amt Rosenberg, später Justizamt Rosenberg, war eine Verwaltungseinheit im Norden des Großherzogtums Baden in napoleonischer Zeit. Gegründet 1807, wurde es bereits 1813 aufgelöst. 

## Geschichte
Das im Bauland gelegene Rosenberg war seit 1730 im Eigentum einer Nebenlinie der reichsfürstlichen Familie Löwenstein-Wertheim, die sich nach ihrer Erwerbung Löwenstein-Wertheim-Rosenberg nannte. Nachdem sie in Umsetzung der Rheinbundakte 1806 mediatisiert und der badischen Landeshoheit unterstellt worden war, wurde Rosenberg im Sommer 1807 Zentrum eines standesherrlichen Amtes, dem noch fünf weitere Orte angehörten. Im Dezember 1807 wurde es der neu geschaffenen Landvogtei Miltenberg unterstellt.
1813 wurde das mittlerweile als Justizamt bezeichnete Amt Rosenberg aufgeteilt. Der Hauptort, Bronnacker (mit Dörrhof und Neuhof) und Bofsheim gingen an das Bezirksamt Osterburken, Hohenstadt und Neidelsbach an das Bezirksamt Boxberg und Brehmen zum Bezirksamt Tauberbischofsheim.

## Weitere Entwicklung
Nach zahlreichen Umstrukturierungen kamen die drei 1813 Osterburken zugesprochenen Orte bei der baden-württembergischen Kreisreform 1973 zum Neckar-Odenwald-Kreis, die übrigen drei zum Main-Tauber-Kreis.